# لاري هوفمان
لاري هوفمان (بالإنجليزية: Larry Hoffman)‏ هو لاعب كرة قاعدة أمريكي، ولد في 18 يوليو 1878 في شيكاغو في الولايات المتحدة، وتوفي في 29 ديسمبر 1948.

## وصلات خارجية
- لاري هوفمان على موقعبيزبول رفرنس.كوم (الدوري الرئيسي) (الإنجليزية)
- لاري هوفمان على موقعبيزبول رفرنس.كوم (الدوري الثانوي) (الإنجليزية)